# Express AM3
Express AM3 ist ein Fernsehsatellit der Russian Satellite Communications Company (RSCC) mit Sitz in Moskau. 
Er wurde am 24. Juni 2005 gestartet und ist der fünfte Satellit der Serie Express AM. Der Satellit ging am 29. August 2005 in Betrieb und ersetzte auf 140,0° Ost Ost den veralteten Gorizont 25.
Der Satellit mit elektronischer Ausrüstung von Alcatel Space ist für Aufgaben wie das digitale Fernsehen, Telefonverbindungen, Videoverbindungen, Internet und Aufbau von VSAT-Netzen vorgesehen. Die mobile Kommunikation des russischen Präsidenten und der Regierung, sowie Kunden in Sibirien, im Fernen Osten und im asiatisch-pazifischen Raum sollen bedient werden. Dazu trägt der Satellit 16 C-Band-, 12 Ku-Band- und einen L-Band-Transponder.

## Empfang
Der Satellit kann in Europa und Asien empfangen werden. 
Die Übertragung erfolgt im C- und Ku-Band.